# 海隣寺
海隣寺（かいりんじ）は、千葉県佐倉市海隣寺町にある時宗の寺院。

## 沿革
千葉常胤が家臣を連れ、治承3年7月26日に海辺で月をみていたところ、海上に光り輝くものがあったので、網を打ってすくわせると、金色に輝く阿弥陀如来像が引き上げられた。この仏像を「海上月越如来」と名付け、文治3年、馬加（千葉市花見川区幕張町）に寺を建立し、本尊として安置した。
その後、千葉家の内紛に伴い、寺は馬加から酒々井を経て、千葉親胤によって現在地の佐倉に移された。当麻無量光寺の有力な末寺であり、当寺住職から無量光寺の他阿上人になる例もあった。
また寺から取ってこの地の地名は海隣寺町となっている。

## 中世石塔群
千葉一族の保護が厚かったため、境内に墓所が設けられた。現在は隣接する佐倉市役所の一角になっている。市指定史跡。
- 千葉昌胤墓 - 本寺である無量光寺に昌胤から無量光寺住職に充てた文書が残っている[4]
- 千葉利胤墓
- 千葉親胤墓
- 千葉胤富墓
- 千葉邦胤墓

## 境内
- 熊野権現 - 一遍が信仰したため、全国の時宗寺院に見られる。本寺の無量光寺境内にもある

## 交通アクセス
京成電鉄京成本線京成佐倉駅より徒歩約10分、または東日本旅客鉄道総武本線・成田線佐倉駅より徒歩約20分